# Jocotitlán
Jocotitlán är en kommun i Mexiko. Den ligger i nordvästra delen av delstaten Mexiko och cirka 60 km nordväst om huvudstaden Mexico City. Den administrativa huvudorten i kommunen är Ciudad de Jocotitlán, med 7 575 invånare år 2010. 
Kommunen grundades den 9 februari år 1825. Vid folkräkningen 2010 hade Jocotitlán kommun sammanlagt 61 204 invånare. Kommunens area är 277,26 kvadratkilometer. Jocotitlán tillhör Región Atlacomulco.
Kommunpresient sedan 2014 och till och med 2021 är Iván de Jesús Esquer Cruz från Institutionella revolutionära partiet (PRI).